# Massaker von Deir Yasin

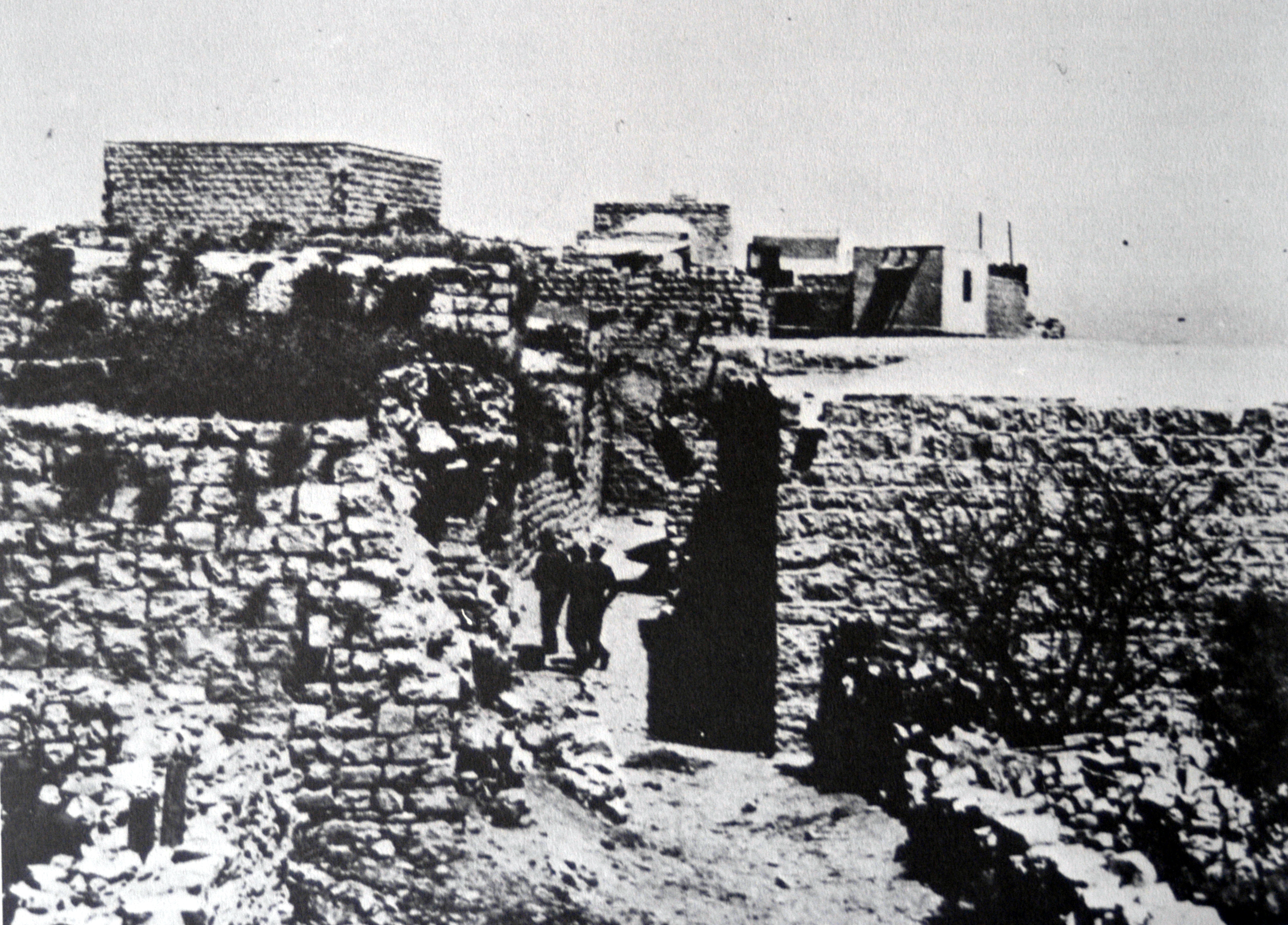
Deir Yasin

Deir Yasin (auch Deir Jassin, arabisch دير ياسين Dair Yāsīn bzw. im palästinensischen Dialekt Dēr Yāsīn) war ein palästinensisches Dorf, heute Teil der im Nordwesten Jerusalems gelegenen orthodoxen Siedlung Givʿat Scha'ul. Das Dorf mit etwa 600 Einwohnern wurde am 9. April 1948 während des Bürgerkriegs in Palästina, einer Frühphase des Palästinakriegs, von Mitgliedern der Irgun und Lechi, später auch unterstützt durch Elitetruppen des Palmach, angegriffen und eingenommen. Die Opferzahlen wurden zunächst von beiden Seiten übertrieben, inzwischen geht die Forschung jedoch von 99 bis 120 getöteten Arabern aus. Unklar ist jedoch, wie viele davon als Bewaffnete bei den Kämpfen gefallen sind. Da es auch zu zivilen Opfern bei der Erstürmung kam, darunter Frauen und Kinder, wird die Aktion auch Massaker von Deir Yasin genannt.

## Hintergrund
Das Ereignis steht im Kontext des Bürgerkriegs, der kurz vor der Staatsgründung Israels und dem Ende der britischen Mandatszeit zwischen verfeindeten Zionisten und Palästinensern (nebst Truppen weiterer arabischer Staaten) im britischen Mandatsgebiet Palästina tobte. Zionistische Kampfverbände starteten am 5. April die Operation Nachschon, die die arabische Blockade Jerusalems beenden sollte, um Nahrung zu den in der Stadt eingeschlossenen Juden transportieren zu können. Deir Yasin war aufgrund seiner Nähe zu Jerusalem und seiner erhöhten Lage ein strategisch günstiger Ort, dessen Einnahme jedoch keine hohe Priorität während der Operation besaß. 
Die Bewohner von Deir Yasin hatten ein Bündnis mit dem zionistischen Nachbarort Giv'at Scha'ul geschlossen. Die Hagana hatte dieses Bündnis offiziell bestätigt, der kommandierende Hagana-Offizier von Jerusalem, David Shaltiel, hatte es den Planern des Angriffs auch kurz vor der Attacke noch einmal mitgeteilt, und wirklich hatten die Einwohner des Dorfs mehrfach arabischen Truppen, die den Ort als Basis für Angriffe nutzen wollten, den Zutritt verwehrt, weil sie „den Frieden nicht brechen wollten“; teilweise mit Waffengewalt und zuletzt fünf Tage vor dem Massaker. Zwei Tage vor dem Massaker hatten sie ein weiteres Mal abgelehnt, dass Truppen in ihrem Dorf stationiert würden.
Nach einiger Diskussion gab Shaltiel dem Einsatz am 7. April dennoch seine Zustimmung, mit der Bedingung, dass das Dorf danach besetzt werden müsse, um es nicht zu einem Rückzugsort für arabische Kampfverbände werden zu lassen:
„Ich habe erfahren, dass ihr Deir Yassin angreifen wollt. Vergesst nicht, dass die Eroberung und Besetzung Deir Yassins nur eine Stufe in unserem Gesamtplan darstellt. Ich habe nichts dagegen, dass ihr die Operation durchführt, vorausgesetzt, ihr seid in der Lage, das Dorf danach auch zu halten. Wenn ihr das nicht könnt, warne ich euch hiermit davor, das Dorf zu zerstören, denn das hätte zur Folge, dass die Einwohner fliehen und die Trümmer und verlassenen Häuser dem Feind in die Hände fallen. […] In diesem Fall wäre außerdem unser Ziel, in dem Gebiet ein Landefeld für Flugzeuge anzulegen, gefährdet.“

## Verlauf

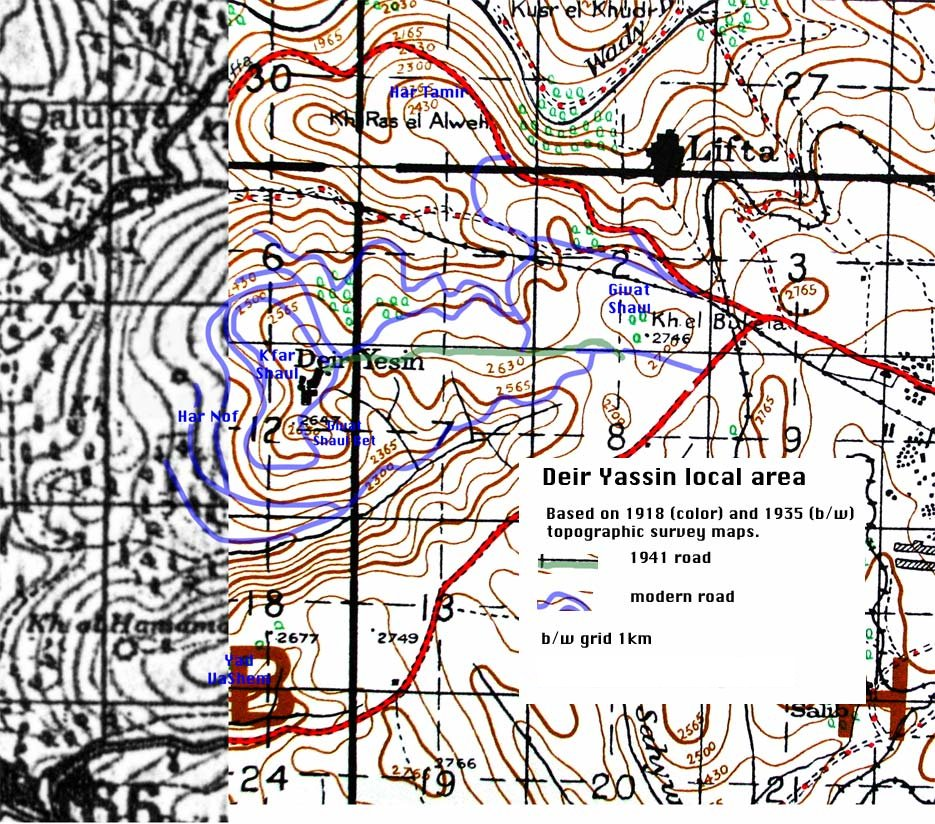
Kartenausschnitt von Deir Yasin

Etwa 130 Bewaffnete begannen ihren Angriff am frühen Morgen gegen 4:30 Uhr. Viele Einwohner blieben in ihren Häusern; der offen gelassene Fluchtkorridor wurde nur von rund 200 der 600 Dorfbewohner genutzt, die dann teilweise bei der Flucht vom Nachbarort Giv'at Scha'ul aus erschossen wurden. Die bewaffneten Verteidiger verschanzten sich in Häusern und feuerten von dort aus auf die Angreifer, besonders aus dem Haus des Mukhtar. Die Angreifer sprengten die Haustüren, warfen Handgranaten in die Häuser und schossen ins Hausinnere. Ein medizinisches Komitee, das am 12. April das Dorf besuchte, berichtete, noch an diesem Tag in ihren Häusern erschossene Frauen und Kinder gesehen zu haben.
Die Eroberung Deir Yasins dauerte mehrere Stunden und forderte bei den Angreifern vier Todesopfer und 40 Verletzte, weshalb sie Verstärkung anfordern mussten. Sie gelang erst, als die Terroristen Unterstützung durch Eliteeinheiten der Palmach erhielten, die die Verteidiger mit Mörserfeuer aus den Häusern trieben, wonach auch diese Fliehenden niedergeschossen wurden. Andere wurden gefangen genommen und zum Lechi-Stützpunkt in Sheikh Badr transportiert, wo weitere erschossen wurden, darunter vielleicht auch eine Mutter mit ihrem Säugling.
Weitere – darunter wieder Frauen und Kinder – wurden bei einer Siegesparade, „um die Moral zu stärken“, mit erhobenen Händen und Waffen auf der Brust durch Jerusalem gefahren, bevor man sie zum Dorf zurückbrachte und dort die meisten von ihnen ebenfalls erschoss. Ein Irgun-Soldat gab später an, insgesamt seien 80 Verteidiger noch nach dem Kampf hingerichtet worden. Nach dem Berichten der meisten Zeugen war die Zahl der Hingerichteten mit etwa 25 aber deutlich niedriger. Das ausführlichste Zeugnis über das Massaker nach dem Kampf ist das von Meir Pail:

„Ich sah, wie Gruppen von Irgun- und Lehi-Truppen von Haus zu Haus gingen und mit Tommy[-Pistolen] jeden erschossen, den sie darin fanden. […] Ich sah fast keine Männer – ich vermute, die meisten von ihnen waren zu Beginn des Kampfs davongerannt –, sondern überwiegend Frauen, Alte und Kinder. Sie wurden gruppenweise ermordet: Sie drängten sie in die Ecken von Räumen zusammen und schossen dann Salven auf sie. Um die Mittagszeit fingen sie 15 oder 20 Männer, die, als ich sie sah, unbewaffnet waren. Sie setzten sie auf Lastwägen und fuhren in Richtung Jerusalem davon. Später hörte ich, dass sie die Araber in einer Art Siegesprozession durch die Jerusalemer Gegend gefahren hätten. Es wurde erregt geschrien. Menschen in der Menge brüllten: ‚Nimm zehn Pfund und lass mich einen töten!‘, aber das machten sie nicht. Sie brachten diese Araber zum Dorf zurück und ermordeten sie im Steinbruch zwischen Givat Shaul und dem Dorf. Das sah ich am Nachmittag mit meinen eigenen Augen. Das Massaker im Dorf zog sich einige Stunden hin. Nicht einer der Offiziere schrie oder verhinderte es. […]
[D]anach sah ich, dass sie die Kinder und Frauen, die noch übrig waren, im Schulgebäude versammelt hatten. Es waren ungefähr 250 oder 300. Ich hörte Diskussionen darüber, ob man das Gebäude mit allen darin sprengen sollte. Danach fuhren sie die Leute, die sie gesammelt hatten, nach Jerusalem und brachten sie in den arabischen Teil der Stadt.“

Die Gesamtzahl der Opfer konnte nicht genau ermittelt werden, da niemand alle Opfer zählte. Israelische wie palästinensische Historiker gehen heute von 99 bis 120 toten Dorfbewohnern aus, von denen etwa zehn sicher als bewaffnete Kämpfer bezeichnet werden können.

## Folgen

### Unmittelbare Folgen
Die Zahl der Opfer war unmittelbar nach dem Angriff ein Politikum und wurde wahrscheinlich absichtlich mit 254 überhöht angegeben, um Angst und Schrecken in der palästinensischen Bevölkerung zu verbreiten und sie zur Flucht und Aufgabe ihrer Siedlungsräume zu verleiten. Irgun und Lechi forcierten dies zusätzlich und veranstalteten Touren für Journalisten im entleerten Dorf, wonach die hohen Opferzahlen auch von der englischen und amerikanischen Presse übernommen und so weiterverbreitet wurden. Später wurden die Zahlen auch von arabischer Seite übertrieben, um den Vorfall für sich zu nutzen; das Arabische Hohe Komitee etwa ließ per Radio durchgeben, unter den Opfern seien auch 52 Mütter von Säuglingen, 25 schwangere Frauen und 60 Mädchen gewesen.
Weit verbreitet waren auch Berichte über Vergewaltigungen und andere sexuelle Gewalttaten. Collins und Lapierre zitieren aus dem Protokoll eines britischen Nachrichtenoffiziers über eine vier Tage später vorgenommene Befragung überlebender Frauen, die diese Berichte zu bestätigen scheint:

„Es lässt sich […] nicht bezweifeln, dass viele sexuelle Verbrechen durch die angreifenden Juden begangen wurden. Viele junge Schulmädchen wurden vergewaltigt und später hingeschlachtet. Alte Frauen wurden ebenfalls belästigt. Eine Geschichte über einen Fall ist verbreitet, bei dem ein junges Mädchen buchstäblich entzweigerissen worden ist. Auch viele Kinder wurden abgeschlachtet und getötet. […] Frauen wurden Armreife von den Armen und Ringe von den Fingern gerissen; Teile der Ohren mancher Frauen wurden abgeschnitten, um [ihnen] die Ohrringe abzunehmen.“

Das besagte Protokoll ist heute jedoch nicht (mehr) auffindbar; 1998 stellte außerdem ein Dorfbewohner in Abrede, dass überhaupt Frauen vergewaltigt worden seien.
Die Nachwirkungen des Massakers von Deir Yasin auf Palästinenser und die Furcht, die die überzogenen Berichte bei ihnen weckten, lassen sich nur schwer überschätzen. Esber, die für 225 zwischen April und Mai entvölkerte Orte die Fluchtgründe analysiert hat, berichtet, dass kein Vorkommnis des Palästinakriegs so sehr dazu beitrug wie dieses Massaker (und weniger stark die Entvölkerung von Haifa zwei Wochen später), den Widerstand von Palästinensern zu brechen und ihre Bereitschaft zur Flucht bei drohenden oder beginnenden Angriffen zu erhöhen. Bei anderen dagegen erhöhte er die Gewaltbereitschaft. So scheint das Massaker von Hadassah, bei dem vier Tage später, am 13. April 1948, arabische Freischärler am Skopus-Berg einen Sanitätskonvoi überfielen und 77 Juden umbrachten und 23 weitere verletzen – viele davon Ärzte und Krankenschwestern –, eine Rache für Deir Yasin gewesen zu sein. Beim Kfar Etzion-Massaker vom 13. Mai, bei dem entweder jordanische Soldaten oder Bewohner der umliegenden Ortschaften 127 verteidigende Soldaten und jüdische Dorfbewohner umbrachten, ist es noch wahrscheinlicher, dass einige der Morde Racheakte für Deir Yasin sein sollten.

### Israelische Kritik und Neubesiedlung
Das Massaker wurde offiziell von allen Seiten verurteilt, einschließlich der Hagana und der Jewish Agency.
Einige der Angreifer jedoch rechtfertigten später ihren Angriff mit der Falschbehauptung, das Dorf sei Stützpunkt syrischer und irakischer Freischärler gewesen. Auch habe man während der Kampfhandlungen per Lautsprecher die Dorfbewohner aufgefordert, das Dorf zu evakuieren, was aber wirkungslos gewesen sei. Mehrheitsmeinung in der Forschung ist allerdings, dass es auch zu diesen verspäteten Warnungen nie gekommen war. Die großen Zahlen getöteter Frauen und Kinder erklärten zwei der Angreifer damit, dass auch Frauen unter den Verteidigern gewesen seien und dass sich weiterhin männliche Verteidiger als Frauen verkleidet hätten: „[Die Angreifer trafen auf] als Frauen verkleidete Männer [und fingen deshalb an], auf Frauen zu schießen, die nicht auf dem schnellsten Weg zu dem für die Sammlung der Gefangenen bestimmten Platz liefen.“

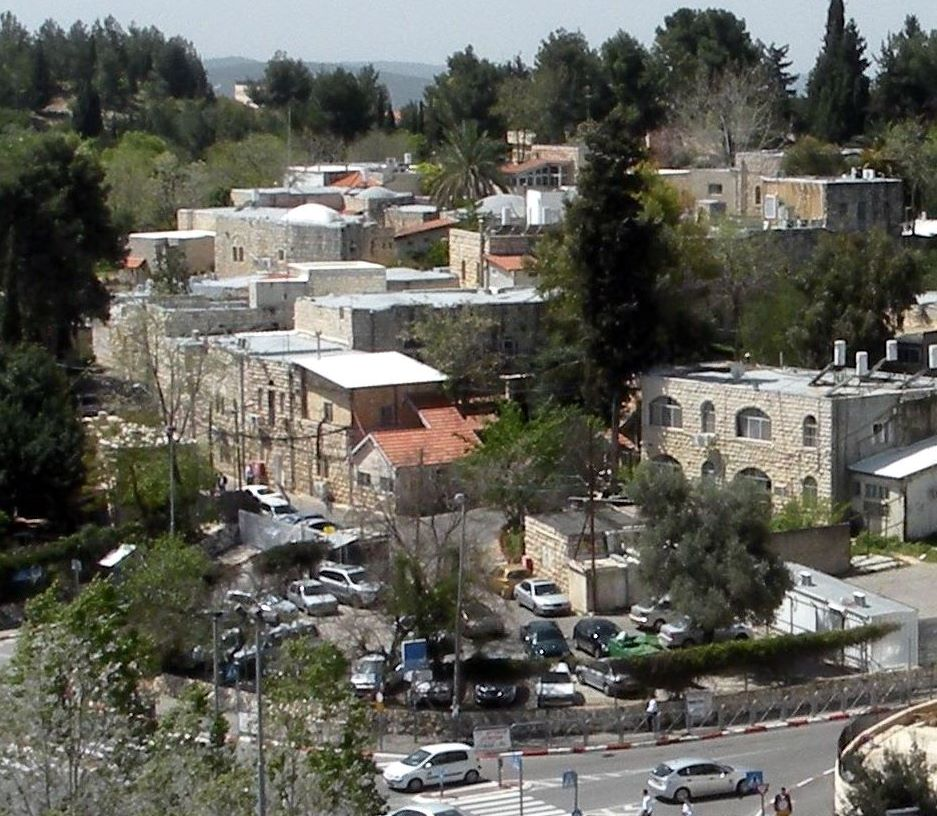
Kfar Scha'ul-Hospital mit alten Gebäuden aus der Zeit Deir Yasins

Ab dem Sommer 1948 wurde das Dorf planmäßig neu besiedelt und an die Jerusalemer Infrastruktur angeschlossen. Die neuen Bewohner der nun Giv'at Scha'ul genannten Siedlung waren hauptsächlich Einwanderer aus Polen, Rumänien und der Slowakei, die der ultraorthodoxen Partei Poalei Agudat Jisra’el verbunden waren.
Gegen diese schnelle Neubesiedlung wurde von den Gelehrten Martin Buber, Ernst Simon, Werner Senator und Leon Roth in einem an den Premierminister Ben-Gurion gerichteten Brief Einwände erhoben. Sie baten ihn, eine Neubesiedlung zumindest vorerst nicht zuzulassen, und schrieben:

„Der Name dieses Dorfes ist in der ganzen jüdischen Welt, in der ganzen arabischen Welt und überhaupt in der ganzen Welt verrufen. In Deir Yassin wurden hunderte von Männern, Frauen und Kindern getötet. Das Ereignis ist ein schwarzer Fleck auf der Ehre der jüdischen Nation. […] Die Wiederbesiedlung von Deir Yassin binnen eines Jahres nach dem Verbrechen und im Rahmen der normalen Siedlungaktivitäten würde einer Unterstützung oder zumindest Duldung des Massakers gleichkommen. Lassen Sie das Dorf Deir Yassin vorläufig unbewohnt, und lassen sie  seine Verlassenheit als ein schreckliches und tragisches Symbol des Krieges dienen und als Mahnung für unser Volk, dass keine praktischen oder militärischen Notwendigkeiten jemals solche Mordtaten rechtfertigen können und die Nation nicht davon profitieren will.“

Ben-Gurion ließ den Brief unbeantwortet. Nachdem die Gelehrten ihm eine Kopie zuschickten, teilte sein Sekretariat mit, er sei zu beschäftigt, ihn zu lesen. Die Einweihungsfeier von Giv'at Scha'ul fand in Anwesenheit der Minister Kaplan und Shapira sowie des Oberrabbiners und des Bürgermeisters von Jerusalem statt. Ein erheblicher Teil der Fläche des ehemaligen Dorfes liegt innerhalb der Anlagen des 1951 begründeten Kfar Scha'ul-Hospitals, einer psychiatrischen Klinik, die überregional bekannt ist durch die Behandlung des bei ausländischen Besuchern Jerusalems immer wieder auftretenden Jerusalem-Syndroms.

Das Massaker wurde nach dem Ende der Irgun auch deren Nachfolgeorganisation Tnu'at haCherut („Freiheitspartei“) zur Last gelegt. Als Menachem Begin, der damalige Chef der Irgun und spätere Ministerpräsident und Friedensnobelpreisträger, Ende 1948 die USA besuchte, um für die Ziele der von ihm gegründeten Partei zu werben, wandten sich prominente amerikanische Juden – darunter Albert Einstein und Hannah Arendt – in einem Brief an die New York Times gegen ihn und die von ihm gegründete Partei unter ausdrücklicher Bezugnahme auf das Massaker. Die betreffende Stelle lautet:

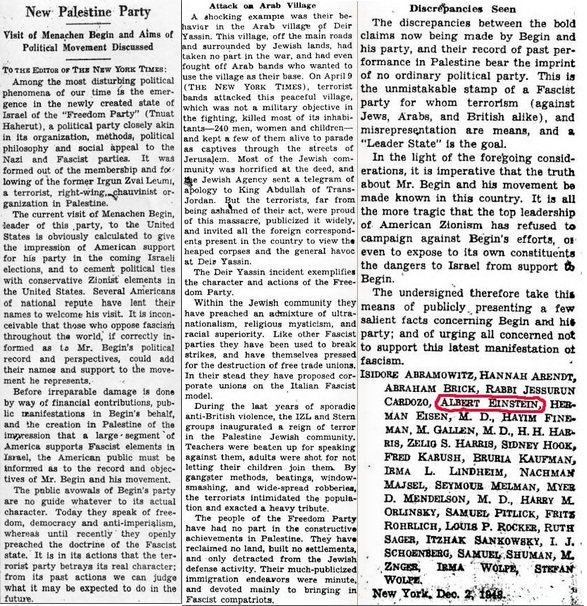
Leserbrief an die New York Times, unterschrieben von Albert Einstein, Hannah Arendt und anderen.

“A shocking example was their behavior in the Arab village of Deir Yassin. This village, off the main roads and surrounded by Jewish lands, had taken no part in the war, and had even fought off Arab bands who wanted to use the village as their base. On April 9 (THE NEW YORK TIMES), terrorist bands attacked this peaceful village, which was not a military objective in the fighting, killed most of its inhabitants (240 men, women, and children) and kept a few of them alive to parade as captives through the streets of Jerusalem. […] But the terrorists, far from being ashamed of their act, were proud of this massacre, publicized it widely, and invited all the foreign correspondents present in the country to view the heaped corpses and the general havoc at Deir Yassin. The Deir Yassin incident exemplifies the character and actions of the Freedom Party.”

„Ein schockierendes Beispiel war ihr Vorgehen in dem arabischen Dorf Deir Yasin. Dieses Dorf, an keiner Hauptstraße und inmitten jüdischer Ländereien gelegen, hatte nicht am Krieg teilgenommen und hatte sogar arabische Banden, die das Dorf als Basis nutzen wollten, vertrieben. Am 9. April griffen terroristische Banden dieses friedliche Dorf an, das kein militärisches Ziel darstellte, töteten die meisten Einwohner (240 Männer, Frauen und Kinder) und ließen ein paar am Leben, um sie als Gefangene durch die Straßen Jerusalems zu treiben. […] Die Terroristen, weit entfernt davon, sich ihrer Taten zu schämen, waren stolz auf das Massaker, machten es weithin bekannt und luden sämtliche Auslandskorrespondenten im Land ein, die Leichenberge und die allgemeine Zerstörung in Deir Yasin in Augenschein zu nehmen. Deir Yasin ist ein Beispiel für Wesen und Vorgehen der Freiheitspartei.“

Einstein hatte zuvor bereits abgelehnt, sich finanziell oder anders für Begins Partei einzusetzen. Sein Ablehnungsschreiben datiert vermutlich zufällig auf den 10. April, also den Tag nach dem Massaker. Einstein schreibt:

„Sollte uns eine reale und endgültige Katastrophe in Palästina ereilen, so würden in erster Linie die Briten und an zweiter Stelle die aus unseren eigenen Reihen gebildeten terroristischen Organisationen dafür verantwortlich sein.“

Menachem Begin verteidigte das Massaker: „Das Massaker von Deir Jassin hatte nicht nur seine Berechtigung – ohne den ,Sieg‘ von Deir Jassin hätte es auch niemals einen Staat Israel gegeben.“

### Beurteilung in der Forschung
Bis heute sind große Teile des Materials, das das Heeresarchiv über das Massaker besitzt, darunter Fotos und Zeugenberichte, unter Verschluss. Die Filmemacherin Neta Shoshani ging mit der Forderung nach Veröffentlichung bis zum Höchstgericht und wurde 2010 abgewiesen, da dies das internationale Ansehen Israels beschädigen würde. Für ihren Dokumentarfilm „Born in Deir Yassin“ (2017) war sie daher gezwungen, selbst Nachforschungen anzustellen und Zeitzeugen zu finden.
Wegen seiner großen Wirkmächtigkeit wird das Massaker von Deir Yasin dennoch intensiv in der Geschichtswissenschaft diskutiert. Ilan Pappé etwa vertrat die Meinung, Deir Yasin sei von Beginn des Krieges an zum Untergang verdammt gewesen, da es „in einem Bereich lag, der [von den Zionisten] in Plan Dalet dazu bestimmt worden war, gesäubert zu werden.“ Das Buch The Ethnic Cleansing of Palestine, in dem Pappé diese umstrittene These aufstellte, wurde allerdings unter anderen von seinem Historikerkollegen Benny Morris scharf kritisiert. Kleinere und größere Verzerrungen fänden sich auf nahezu jeder Seite. Pappés Buch A History of Modern Palestine: One Land, Two Peoples, das sich ebenfalls mit der Zeit vor Israels Staatsgründung beschäftigt, wurde von Ephraim Karsh mit ähnlich scharfen Worten kritisiert. Er warf ihm „zahllose Fehler und Ungenauigkeiten“ vor; darunter auch, dass Pappe Deir Yasin nach Haifa verortet habe, obwohl es in der Nähe von Jerusalem liege.

## Dokumentarfilme
- Born in Deir Yassin[62] (2017) der israelischen Filmemacherin Neta Shoshani